# 高倉跨線橋

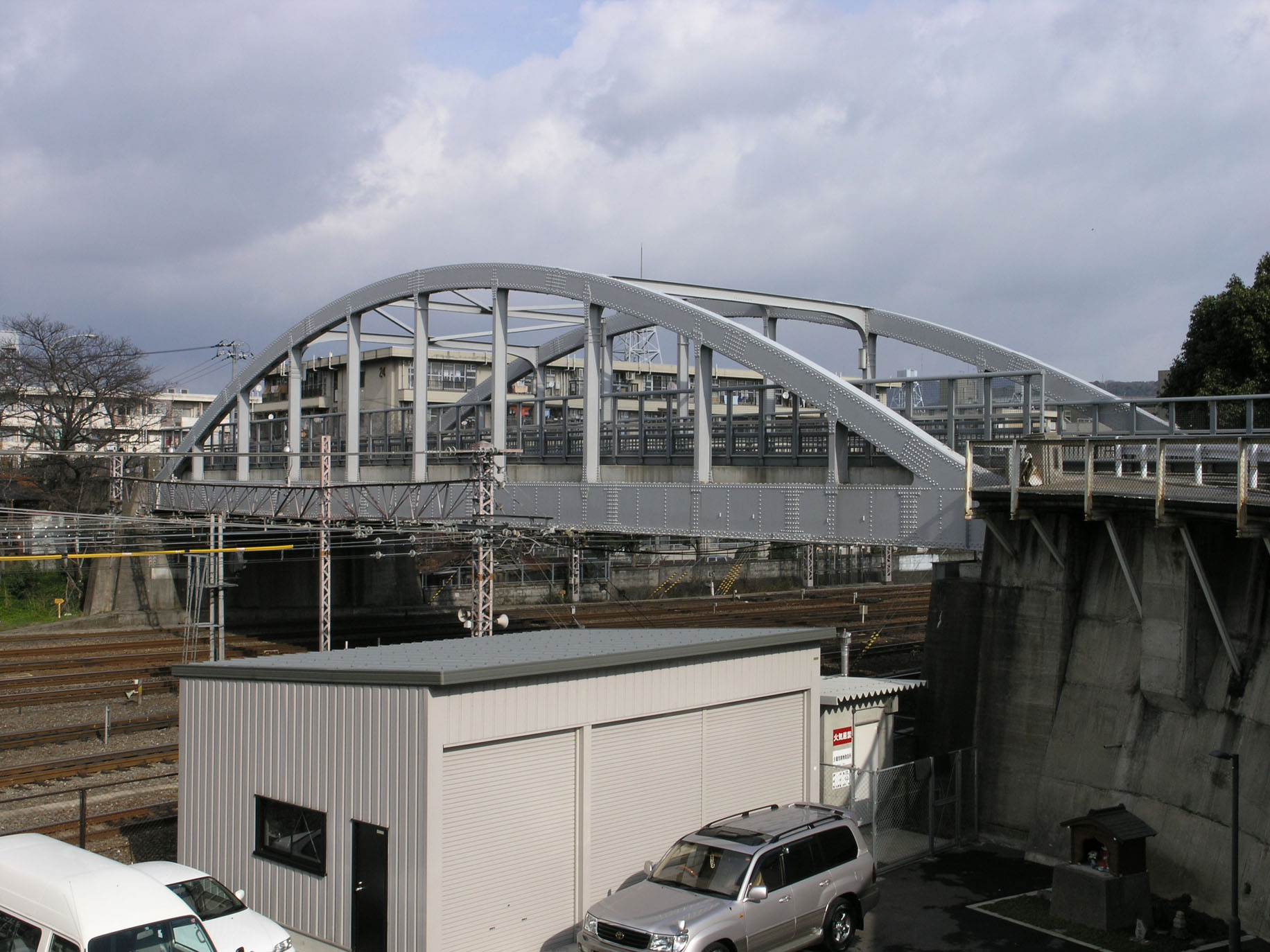
高倉跨線橋（南西側から撮影）

高倉跨線橋（たかくらこせんきょう）は、京都市下京区の京都駅東寄りに位置し、JR東海道本線および奈良線の線路上に架かる、「京都伏見線」の跨線橋。通称「たかばし」。
京都駅改修（駅舎・線路を含む駅全体/現在の駅前広場一帯から現在地に移設拡張）に伴う東海道本線付替えのため、高倉陸橋に代わって1914年（大正3年）に架設された。
1954年（昭和29年）に架換された現在の橋は京都府道115号伏見港京都停車場線が通る。1970年（昭和45年）までは京都市電伏見線が敷設されていた。北導入路は高倉通塩小路に、南導入路は竹田街道八条に接続する。南導入路は東海道新幹線の建設に伴い付け替えられ、急曲線を描くようになった。
北導入路には京都ラーメンの老舗・第一旭本店と新福菜館が並んで営業している。

## 沿革
1914年（大正3年）（時期不明）
高倉跨線橋架設/京電伏見線を高倉陸橋から付替え（京都電気鉄道は1918年7月1日付で市に買収され、京都市電となる）。
1954年（昭和29年）4月12日
高倉跨線橋架換。
1970年（昭和45年）4月1日
京都市電伏見線廃止。